# Paul Collin
Paul Collin (artiestennaam van Simon Witjas) (Amsterdam, 6 augustus 1883 - Hilversum, 30 mei 1968) was een Nederlands zanger en cabaretier. Hij werd vooral bekend door zijn samenwerking met Jean-Louis Pisuisse.
Witjas werkte als jongeman als diamantbewerker in Antwerpen. In 1914 vluchtte hij uit België naar zijn tijdens de Eerste Wereldoorlog neutrale geboorteland. Aanvankelijk werkte hij als violist, maar hij kwam al snel in contact met de populaire cabaretier Pisuisse. Tien jaar lang maakte hij (als ‘diseur de genre’) deel uit van diens gezelschap.
Na de moord op Pisuisse in 1927 nam Collin enkele jaren de leiding van het gezelschap over. Later leidde hij het ensemble "De Troubadours." Hij zong niet alleen Franse chansons, maar ook Nederlandstalig werk van Pisuisse, Dirk Witte en Koos Speenhoff. Tijdens de Tweede Wereldoorlog zat hij ondergedoken in Wildervank. Zijn moeder, Esther Witjas-Kinsbergen, stierf in het concentratiekamp Auschwitz.
Nadat hij vrij plotseling een punt achter zijn artiestenloopbaan gezet had, werd Collin "herontdekt" door Wim Ibo. In 1964 verbood de KRO uitzending van zijn vertolking van Wittes vijftig jaar oude lied "De peren" over de marketentster Jopie, die peren verkocht aan soldaten, maar ook verder zo goed met hen op kon schieten dat zij aan het eind bleef zitten met "de gebakken peren van het hele bataljon". Collin bleef tot zijn tachtigste optreden.